# Dictyocoprotus mexicanus
Dictyocoprotus mexicanus är en svampart som beskrevs av J.C. Krug & R.S. Khan 1991. Dictyocoprotus mexicanus ingår i släktet Dictyocoprotus och familjen Pyronemataceae.   Inga underarter finns listade i Catalogue of Life.